# 大富特普雷里 (伊利諾伊州)
大富特普雷里（英語：Big Foot Prairie）是位於美國伊利諾伊州麥克亨利縣的一個非建制地區。該地的面積和人口皆未知。

## 地理
大富特普雷里的座標為42°29′42″N 88°35′56″W / 42.49500°N 88.59889°W，而該地的平均海拔高度為292米（即958英尺）。